# José de Camargo Barros

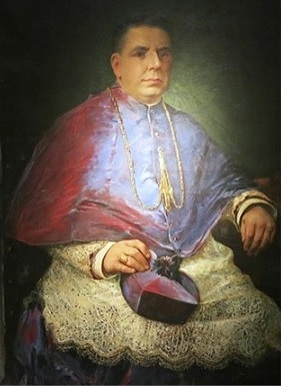
José de Camargo Barros

José de Camargo Barros (* 24. April 1858 in São Paulo, Brasilien; † 4. August 1906) war ein brasilianischer Geistlicher und römisch-katholischer Bischof von São Paulo.

## Leben
José de Camargo Barros wurde am 10. September 1882 zum Diakon des Bistums São Paulo geweiht. Er empfing am 11. März 1883 das Sakrament der Priesterweihe.
Am 16. Januar 1894 ernannte ihn Papst Leo XIII. zum ersten Bischof des zwei Jahre zuvor errichteten Bistums Curitiba. Der Kardinalkämmerer der Heiligen Römischen Kirche, Lucido Maria Parocchi, spendete ihm am 24. Juni desselben Jahres die Bischofsweihe; Mitkonsekratoren waren der Bischof von Goiás, Eduardo Duarte e Silva, und der Koadjutorbischof von São Paulo, Joaquim Arcoverde de Albuquerque Cavalcanti. Die Amtseinführung fand am 30. September 1894 statt.
Papst Pius X. bestellte ihn am 9. November 1903 zum Bischof von São Paulo. Die Amtseinführung erfolgte am 24. April 1904.
José de Camargo Barros ertrank am 4. August 1906 im Mittelmeer infolge des Schiffbruchs des italienischen Passagierdampfers Sirio, der auf der Route Genua – Buenos Aires vor der Küste Spaniens auf ein Felsenriff aufgelaufen war.